# 滑瓢

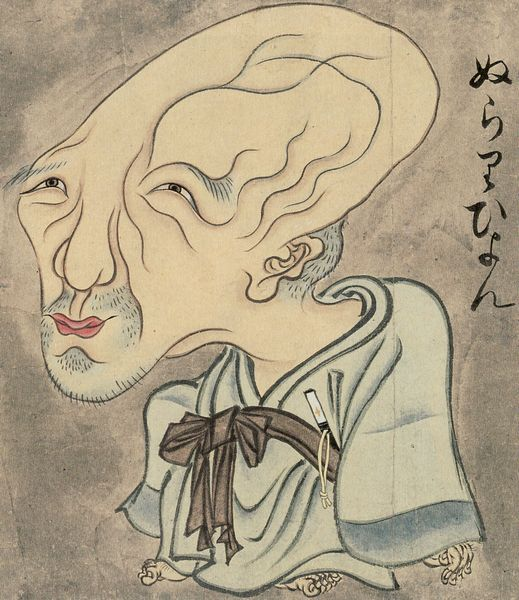
滑瓢
佐脇嵩之《百怪圖卷》

滑瓢（日语：ぬらりひょん）是日本的一種妖怪，外貌如同穿和服的老人，不过后脑勺突出。是百鬼夜行的成员之一。会突然出现在人类面前，且正大光明闯入屋主家中，并用自然的态度让人不发觉他是妖怪。源於日本民間傳說中的客人神（外來神）。
接近傍晚時分，對於突然來訪的陌生人！，須格外留神。尤其是衣著光鮮的老人，身穿黑色羽織，腰際插著防身用的脇差，一副頗有威嚴的模樣。如果他登門拜訪，一坐下去就再也不想起身了，這就是賴著不走的妖怪滑瓢。
漫畫家水木茂所著的《圖說日本妖怪大全》和柴朗及笠間裕之的妖こそ怪異戸籍課へ也有詳細記載。在家中成員忙著張羅晚餐的時候，不知從哪邊冒出來一個人，大搖大擺地走進客廳，若無其事地喝著茶。甚至，還會拿起主人的煙管，從容不迫抽起煙來，不知道的人還以為他是主人的座上嘉賓，不敢怠慢。乍看之下，頭頂光秃秃，連一根頭髮也沒有，像是廟裡的老和尚，從他身上的裝扮看起來又像是富商，走起路來宛如有錢人家的大爺一般悠哉，卻不清楚他真實的身分為何，即使問他也不說，沉默寡言的態度，讓人望而生畏。無論他進入誰家，都當作是自己家一樣，完全無視於旁人的目光，感覺像是來騙吃騙喝的，等到屋子的主人回來，一問之下，才發覺不對勁。像這種不速之客，趕走他似乎顯得不盡人情，不趕走他又會給家裡的人添麻煩。據說滑瓢是「妖怪頭目」，也就是眾妖怪的首領，妖怪之間要是起了口角或爭執，都會找他主持公道。传说真面目是章鱼，貌似老人，特征是秃瓢，穿高档有品味的和服。在忙碌的傍晚，会悄然无息地潜入人的家中，还悠闲地品着茶，像是在自己家一样。主人看到后，也会情不自禁地认为“他才是我们家的主人啊”，不但不会将其赶出，还会热情招待。
懂得利用人心弱點的滑瓢，是生性狡詐的妖怪。奇妙的是，他並不會加害於人，也堅守著自己的原則，只會趁大夥兒忙成一團的時候出現，眾人也就無暇看清他的模樣。

## 相關
- 滑瓢 (鬼太郎)
- 日本妖怪列表

## 相關動漫畫与特摄作品
- 《鬼太郎》以主角死敌身份登场[2]
- 《靈異教師神眉》
- （滑頭鬼之孫/ 滑瓢之孫）
- 《妖怪醫生》
- 《淺草鬼妻日記》
- 《忍者战队隐连者》
- 《殺戮都市》（GANTZ）
- 《鬼燈的冷徹》
- 妖こそ怪異戸籍課
- 《冰屬性男子與無表情女子》
- 《妖怪大战争》
- 《妖怪手表》
- 《瑕疵新娘》作中設定為主角紅椿夜行的母親方祖先通婚的對象，夜行的母親紅椿朱鷺子亦為滑瓢血統的混血後裔